# Carl Nielsen
Carl August Nielsen (ur. 9 czerwca 1865 w Sortelung k. Nørre Lyndelse, zm. 3 października 1931 w Kopenhadze) – duński kompozytor, główny przedstawiciel muzyki duńskiej. Jego ojciec był malarzem pokojowym, który dorabiał jako muzykant grą na skrzypcach i kornecie, matka natomiast dobrze śpiewała.

## Życiorys
Urodzony w biednej rodzinie, w małej miejscowości położonej niedaleko Odense, na wyspie Fionii. Mały Carl rozpoczął edukację muzyczną w wieku 8 lat, grał wtedy w miejscowej orkiestrze na skrzypcach, pobierał również lekcje w zakresie gry na trąbce. W tym okresie skomponował swój pierwszy utwór – polkę na skrzypce.
W 1884 przyjęto go do konserwatorium w Kopenhadze, gdzie studiował: grę na skrzypcach, teorię i historię muzyki, u V. Toftego, G. Matthisona-Hansena, J.P.E. Hartmanna, N. Gadego i O. Rosenhoffa. W latach 1886–1905 był skrzypkiem w operze dworskiej w Kopenhadze. W 1908 został jej kierownikiem. W 1915 został dyrygentem Musikforeningen w Kopenhadze, a także profesorem tamtejszego konserwatorium. Mimo uwielbienia, jakim cieszył się w swej ojczyźnie, przez pewien czas reszta świata była na jego muzykę obojętna. Ostatnim własnym utworem, jaki usłyszał przez radio, był Koncert skrzypcowy nadany 1 października 1931. Dwa dni później zmarł, mając 66 lat.
Carl August Nielsen jest także autorem książek: Levende Musik („Żyjąca muzyka”) i Min fynske Barndom („Moje fiońskie dzieciństwo”).
Komponował symfonie, utwory kameralne, miniatury, pieśni, opery, a także – w duchu dbałości o rozwinięcie kultury muzycznej w kraju – proste pieśni dla szkół i kościołów. Kompozycje Nielsena zostały skatalogowane w 1965 r. przez Dana Foga i Torbena Schousboe. Numer z Katalogu Foga oznaczany jest symbolem FS.

## Odznaczenia
- Komandor II Stopnia Orderu Danebroga (Dania)[3]
- Komandor I Klasy Orderu Gwiazdy Polarnej (Szwecja)[3]
- Komandor Orderu św. Olafa (Norwegia)[3]
- Komandor Orderu Korony (Włochy)[3]
- Oficer Orderu Legii Honorowej (Francja)[3]
- Kawaler I Klasy Orderu Białej Róży (Finlandia)[3]

## Najważniejsze dzieła

### Symfonie
- I symfonia g-moll, op. 7 (FS 16, 1890-1892)

- II symfonia De fire Temperamenter (Cztery temperamenty), op. 16 (FS 29, 1901-1902)
- III symfonia Sinfonia Espansiva, op. 27 (FS 60, 1910-1911)
- IV symfonia Det Uudslukkelige (Nieugaszalna), op. 29 (FS 76, 1914-1916)
- V symfonia, op. 50 (FS 97, 1921-1922)
- VI symfonia Sinfonia Semplice (FS 116, 1924-1925)

### Opery
- opera biblijna Saul og David (Saul i Dawid) (FS 25, 1898-1901)
- opera komiczna Maskarade (Maskarada) (FS 39, 1905)

### Inne dzieła
- Lille Suite a-moll na smyczki op. 1 (FS 6, 1888)
- Koncert skrzypcowy op. 33 (FS 61, 1911)
- Koncert fletowy (FS 119, 1926)
- Koncert klarnetowy op. 57 (FS 129, 1928)
- Helios uwertura (FS 32, 1903)
- Pan i Syrinx utwór na orkiestrę (FS 87, 1917)
- Hymnus amoris na chór (FS 21, 1896)
- Foraar na chór op. 42 (FS 96, 1921)
- Alladyn muzyka sceniczna (FS 89, 1919)
- Symfonisk Suite na fortepian op. 8 (FS 19, 1894)
- 29 małych preludiów na organy (FS 136, 1929)